# Backlash (2017)
Backlash (2017) — тринадцатое по счёту шоу Backlash, PPV-шоу производства американского рестлинг-промоушна WWE. Шоу прошло 21 мая 2017 года на «Олстейт-арене» в городе Розмонт, Иллинойс, США.

## Предыстория
Незадолго до Payback 2017, где должен был пройти матч между Рэнди Ортоном и Бреем Уайаттом за главный титул, руководство Smackdown Live собралось искать нового соперника для чемпиона WWE. На Smackdown Live от 18.04.17 был проведен шестисторонний поединок за первое претенденство, в котором сошлись Дольф Зигглер, Моджо Роули, Эрик Роуэн, Люк Харпер, Семи Зейн и недавно перешедший во время встряски на «синий бренд» Джиндер Махал. Именно он и победил в матче, грязно удержав Зейна. После матча победитель прочитал промо, в котором говорил, что он будет следующим главным чемпионом компании. Позже на рампе появился и сам Рэнди Ортон и объяснил, что у него ничего не выйдет, как, собственно, и у Брея Уайатта. Спустя неделю, на Smackdown Live от 25.04.17, Рэнди, победив Эрика Роуэна в матче без дисквалификаций, обратился к Брею и пообещал ему, что одолеет его в матче. Новоиспеченный претендент перебил Ортона и сказал Гадюке, что Ортон не уважает его, так как ни разу не упомянул его. Джиндер безуспешно атаковал чемпиона. Однако The Bolywood Boyz, которые помогли индийцу победить в шестистороннем матче на прошлой неделе, снова не остались в стороне, уничтожив Рэнди числом, в Махал, впоследствии, украл титул и уехал с ним на лимузине. За неделю до Payback 2017 стало известно, что главный титул компании в матче Ортона и Брея Уайатта стоять на кону не будет. В связи с этим на Backlash 2017 защищать титул от Джиндера будет именно Рэнди. На Payback на «Гадюку» в очередной раз напали The Bolywood Boyz и Джиндер, которые помогли Брею одержать победу. На Smackdown от 02.05.17 комиссионер «синего бренда» Шейн Макмен заметил, что Махал проводил фотосессию с украденным титулом. Он отобрал у претендента пояс и назначил ему матч против Семи Зейна, который состоялся этим же вечером. Благодаря вмешательствам The Bolywood Boyz, Джиндер одержал свою очередную победу. Через неделю состоялся большой командный поединокː Семи Зейн, Эй Джей Стайлз и Рэнди Ортон против Барона Корбина, Кевина Оуэнса и Джиндера Махала.
На Smackdown от 11.04.17 стало известно, что в результате встряски на «синий бренд» перебрался действующий чемпион США Кевин Оуэнс. Так как его ждал матч против Криса Джерико на Payback 2017, главный менеджер «синего бренда», Дэниел Брайан, объявил, что победитель данного боя отправится на Smackdown вместе с титулом. Также он добавил, что в будущем чемпион США будет защищать титул от другого соперника, который будет определен после матча по правилам «Тройной угрозы». Свои претензии на титул предъявили Эй Джей Стайлз, Барон Корбин и Семи Зейн. Победителем матча оказался Стайлз. На следующих неделях состоялась череда одиночных матчей Эй Джей против Корбина, в которых дважды победу одержал Стайлзː в первом по отсчету, во втором в успешном сворачивании. Последняя победа повлекла к тому, что Чемпион США и Барон объединились для избиения победителя. На помощь последнему прибежал Семи Зейн, и ему удалось выбить из драки Корбина, однако Кевин напал на Зейна сзади, а позже добил Стайлза своим коронным приемом «Power Bomb». На Payback (2017) Крис Джерико победил Кевина Оуэнса и стал новым Чемпионом Соединенных штатов WWE, тем самым именно он отправился на «синий бренд». На следующий день на официальном сайте WWE объявили о назначении матча-реванша, который состоялся на шоу «синего бренда» от 02.05.17. Как и на Рестлмании 33, Кевин Оуэнс снова одолел Криса, став двукратным чемпионом США. После матча новый чемпион избил Криса до такой степени, что последний не смог покинуть ринг без помощи судей и врачей. Позже объявили, что Джерико получил травму, но она является сюжетной, так как Крис вместе со своей группой отправился на гастроли.
На главном шоу года командные титулы Smackdown текущие чемпионы Братья Усо не защищали. Они вместе с остальным командным дивизионом на шоу приняли участие в Королевской Битве в память об Андре Гиганте. Позже, на Smackdown Live от 11.04.17, Усо успешно защитили пояса в матче против бывших чемпионов Американ Альфа (Джейсон Джордан и Чад Гейбл). Братьям требовались более достойные претенденты, и поэтому руководство «синего бренда» приняло решение устроить несколько матчей по специальным правилам «Beat the clock challenge». В первом матче Американ Альфа одолели Братьев Колон (Примо и Эпико) за 5 минут и 17 секунд, а Бризанго (Тайлер Бриз и Фанданго) победили Вознесение за 2 минуты и 36 секунд, тем самым получив долгожданный тайтл-шот.
На первом прошедшем Smackdown Live после Рестлмании 33, 4 апреля свой дебют совершил двукратный чемпион NXT Шинске Накамура со специальным выходом. Он прервал речь Миза и Марис, которые пародировали Джона Сину и Никки Беллу. Однако сам ни разу не обмолвился перед зрителями, а лишь встретился с ними под овации фанатов. В тот же вечер дебютировал в основе в темном матче против Дольфа Зигглера, победив в первом своем поединке. На следующей неделе оба рестлера вступили в конфронтацию, а на Smackdown Live от 18.04.17 между ними произошла стычка, в которой победу одержал недавно дебютировавший японец. 30 мая на Payback 2017 было объявлено, что Шинске Накамура примет свое участие на Backlash 2017, однако его соперник сразу не был объявлен. На Smackdown Live от 09.05.17 Зигглер вызвал Шинске на ринг для выяснения отношений. Накамура откликнулся на предложение и сказал, что готов к матчу прямо сейчас, однако Дольф в самый последний момент отказался, объявив, что сам сможет подготовиться лишь к Backlash 2017. И все же последний атаковал японца, но и в этот раз Шинске смог отбиться. Впоследствии Зигглер называл японца мошенником, а зрителей — лицемерами, из-за того, что Шинске, ничего не добившись в этой компании, получал овации зрителей и был любимцем публики.
На Рестлмании 33, в своем родном городе, Наоми вернула свой титул Женской чемпионки Smackdown Live, победив в пятистороннем матче. На Smackdown Live чемпионка смогла в матче реванше одолеть бывшую обладательницу пояса Алексу Блисс. На следующей неделе произошла встряска, по итогам которой на Raw ушла Блисс, а на Smackdown Live пришла звезда «красного бренда» Шарлотта Флэр. Также на «синем бренде» после долгого отсутствия из-за травмы совершила возвращение Тамина Снука. На Smackdown Live от 18.04.2017 Шарлотт потребовала матч за титул. Наоми приняла вызов, однако Шейн Макмэн объявил, что претенденство нужно заслужить, и комиссионер «синего бренда» назначил матч между ними, который состоялся в этом же эпизоде Smackdown Live. Победительницей оказалась Флэр. Это вызвало недовольство у некоторых девушек, в основном у Натальи, Тамины и Кармеллы. Поэтому в чемпионском матче, который прошел на следующей неделе, они вмешались в матч и не позволили Шарлотте стать новой чемпионкой, избив ее саму и Наоми. Наталья не раз привлекала на свою сторону Бекки Линч. Та долго раздумывала, однако она встала на сторону Шарлотты и Наоми. На Smackdown Live от 16.05.17 девушки при комиссионере синего бренда подписали контракт, по которому они в большом командном поединке должны встретиться на Backlash 2017.
Тай Диллинджер еще на Королевской битве 2017 дебютировал в основном ростере WWE под 10 номером, однако попасть на один из брендов, вернее на Smackdown Live, он смог только после Рестлмании 33, на Smackdown Live от 04.04.17, сразу победив в быстром матче Курта Хоукинса. На следующих неделях Тай два раза встречался в схватке с Эйденом Инлишом. Во всех матчах Диллинджер одержал уверенные победы, а в последнем из них даже довел до слез британца. Вскоре WWE объявили, что их обоих ждет второй матч-реванш на Backlash 2017.

## Результаты
| № | Участники матча                                                                   | Условие поединка                                            |
| - | --------------------------------------------------------------------------------- | ----------------------------------------------------------- |
| 1 | Джиндер Махал (с Сунилом Сингхом и Самиром Сингхом) победил Рэнди Ортона (c)      | Одиночный матч за титул чемпиона WWE                        |
| 2 | Кевин Оуэнс (c) победил Эй Джей Стайлза по отсчёту                                | Одиночный матч за титул Чемпиона Соединенных штатов WWE     |
| 3 | Братья Усо (Джимми Усо и Джей Усо) (c) победили Бризанго (Тайлер Бриз и Фанданго) | Командный матч за титулы Командных Чемпионов Smackdown Live |
| 4 | Шинске Накамура победил Дольфа Зигглера                                           | Одиночный матч.                                             |
| 5 | Наталья, Тамина Снука и Кармелла победили Наоми, Шарлотту Флэр и Бекки Линч       | Женский командный матч.                                     |
| 6 | Семи Зейн победил Барона Корбина                                                  | Одиночный матч.                                             |
| 7 | Тай Диллинджер победил Эйдена Инглиша                                             | Одиночный матч.                                             |
| 8 | Люк Харпер победил Эрика Роуэна                                                   | Одиночный матч                                              |